# Ordensförläningen mars 2024
Ordensförläningen mars 2024 var en ordensförläning som ägde rum i Sverige den 21 mars 2024. Det var den första gången på närmare 50 år som icke-kungliga svenskar tilldelades de tre kungliga riddarordnarna; Svärdsorden, Nordstjärneorden och Vasaorden.
Utdelningen av ordnar skedde på förslag av allmänheten, bereddes av ordensrådet, och förordades av regeringen Kristersson för kung Carl XVI Gustaf som fattade det formella beslutet. Ordensutdelningen ägde rum den 31 maj på Stockholms slott.

## Mottagare

### Kungl. Svärdsorden
| Klass                       | Namn                | Titel                | Motivering                                                                            |
| --------------------------- | ------------------- | -------------------- | ------------------------------------------------------------------------------------- |
| Kommendör med stora korset  | Dennis Gyllensporre | Generallöjtnant      | För utomordentligt ledarskap under krigsliknande förhållanden i Mali                  |
| Kommendör av första klassen | Ulf Henricsson      | Överste av 1. graden | För mycket föredömligt ledarskap under krigsliknande förhållanden i forna Jugoslavien |

### Kungl. Nordstjärneorden
| Klass                        | Namn                      | Titel                      | Motivering                                                                          |
| ---------------------------- | ------------------------- | -------------------------- | ----------------------------------------------------------------------------------- |
| Kommendörer med stora korset | Svante Pääbo              | Professor                  | För utomordentliga forskningsinsatser                                               |
| Kommendörer med stora korset | Anne L’Huillier Wahlström | Professor                  | För utomordentliga forskningsinsatser                                               |
| Riddare                      | Catarina Wingren          | Tredje ambassadsekreterare | För avgörande engagemang i samband med svenska internationella fredsinsatser i Mali |

### Kungl. Vasaorden
| Klass                       | Namn                   | Titel             | Motivering                                                                |
| --------------------------- | ---------------------- | ----------------- | ------------------------------------------------------------------------- |
| Kommendör med stora korset  | Antonia Ax:son Johnson | Direktör          | För utomordentliga insatser inom näringsliv och andra samhällssektorer    |
| Kommendör av första klassen | Benny Andersson        | Artist            | För mycket framstående insatser inom svenskt och internationellt musikliv |
| Kommendör av första klassen | Agnetha Fältskog       | Artist            | För mycket framstående insatser inom svenskt och internationellt musikliv |
| Kommendör av första klassen | Anni-Frid Reuss        | Artist            | För mycket framstående insatser inom svenskt och internationellt musikliv |
| Kommendör av första klassen | Björn Ulvaeus          | Artist            | För mycket framstående insatser inom svenskt och internationellt musikliv |
| Kommendör                   | Eva Rydberg            | Skådespelare      | För långt och framgångsrikt engagemang inom scenkonsten                   |
| Riddare av första klassen   | Bettan Byvald          | Socionom          | För mångårigt betydande socialt arbete                                    |
| Riddare                     | Thomas Sjöström        | Affärsområdeschef | För stort personligt mod vid den svenska evakueringen från Kabul          |